# HD 101154
HD 101154，又名BD-01 2546，SAO 138314、HR 4484，是一颗恒星，视星等为6.22，位于銀經269.29，銀緯55.59，其B1900.0坐标为赤經11h 33m 17.5s，赤緯-1° 55.59′ 57″。